# Georg Kallmeyer
Georg Kallmeyer (geboren am 15. September 1875 in Braunschweig; gestorben am 27. Mai 1945 in Wolfenbüttel) war ein deutscher Verleger, der sich insbesondere der Herausgabe von Musikliteratur und Liederbüchern widmete.

## Wirken
Kallmeyer wurde in der „Ramdohr’schen Buchhandlung“ in Braunschweig in die Tätigkeit als Verleger eingeführt, die seinem Vater Emil Kallmeyer (1842–1914) seit dem 1. Juli 1870 gehörte. Sein Großvater war Gustav Kallmeyer.
Kallmeyer Verlag

Kallmeyer wurde am 1. Januar 1913 gleichberechtigter Teilhaber in dem seit 1872 in Braunschweig existierenden Verlag von Julius Zwissler. 1916 wurde er Alleininhaber des Zwissler-Verlages, den er zu einem Musikverlag machte. Im Jahr 1925 änderte er den Namen auf „Kallmeyer-Verlag“ oder „Georg Kallmeyer Verlag“.
Er verlegte das Blatt Der Wandervogel und Bücher der Organisation Wandervogel und spezialisierte sich auf Musikliteratur der Jugendmusikbewegung. Er arbeitete unter anderem mit Fritz Jöde, Friedrich Blume, Hans Dagobert Bruger (1894–1932), Georg Götsch, Hilmar Höckner (1891–1968), Adolf Hoffmann (1898–1983), Ekkehart Pfannenstiel (1896–1986) und Herman Reichenbach zusammen. In der Zeit des Nationalsozialismus wurde der Verlag stark durch das Kulturamt der Reichsjugendführung sowie durch die Komponisten der Hitlerjugend beeinflusst, für die Kallmeyer Schriften wie die Musik der Hitler-Jugend oder Wir Mädel singen – Liederbuch des Bundes Deutscher Mädel verlegte.
Nach seinem Tod übernahm Karl Heinrich (Heinz) Möseler (1912–1984) zunächst als Verlagsleiter und ab 1947 als Alleininhaber den Verlag, den er ab 1950 als „Karl Heinrich Möseler Verlag“ weiterführte.

## Veröffentlichungen (Auswahl)
- Wilhelm Brandes: Vor fünfzig Jahren in einem braunschweigischen Forsthause. Kindheitserinnergn. Hrsg.: Georg Kallmeyer. J. Zwißler, Wolfenbüttel 1924, OCLC 72029051.
- Georg Kallmeyer, Fritz Reusch: Berichte der Musikabteilung des Georg Kallmeyer Verlag. Georg Kallmeyer Verlag, Wolfenbüttel 1925, OCLC 252405368.
- Braunschweigischer Geschichtsverein (Hrsg.): Jahrbuch des Braunschweigischen Geschichtsvereins. Zweite Folge, Band 16–25. Kallmeyer, Wolfenbüttel.
- Instrumentalmusik aus dem Georg Kallmeyer Verlag. Georg Kallmeyer Verlag, Wolfenbüttel / Berlin 1928, OCLC 742362032.
- Die losen Blätter der Musikantengilde: vollständiges Verzeichnis mit anhängendem Bestellzettel. Georg Kallmeyer Verlag, Wolfenbüttel / Berlin 1929, OCLC 753978753.
- Die Verlagsnachrichten des Georg Kallmeyer Verlages. Georg Kallmeyer, Wolfenbüttel 1937, DNB 993033598 (Zeitschrift).
- Georg Kallmeyer: 25 Jahre deutscher Verlagsbuchhändler ein Rückblick. Georg Kallmeyer, Wolfenbüttel / Berlin 1938, OCLC 251567169.